# Testul Rorschach
Testul Rorschach este un test psihologic care analizează percepția unei persoane asupra unor pete de cerneală aflate pe o foaie de hârtie, utilizând interpretarea psihologică, algoritmi complecși, sau ambele metode. Unii psihologi utilizează acest test pentru a examina caracteristicile legate de personalitate (trăsături de personalitate) și de funcționarea emoțională a unei persoane. A fost utilizat pentru a determina tulburări de gândire, în special la pacienții care erau reticenți în a-și prezenta în mod deschis gândurile. Testul poartă denumirea inventatorului său, psihologul elvețian Hermann Rorschach.